# Gymnochthebius perpunctus
Gymnochthebius perpunctus är en skalbaggsart som beskrevs av Perkins 2005. Gymnochthebius perpunctus ingår i släktet Gymnochthebius och familjen vattenbrynsbaggar. Inga underarter finns listade i Catalogue of Life.